# Miskolc Plaza
A Miskolc Plaza Miskolc két legnagyobb bevásárlóközpontjának egyike. A Belvárosban áll, nem messze a Széchenyi utcától. Amíg a Szinvapark meg nem épült, itt volt az egyetlen multiplex mozi (utóbbi jelenleg is itt van, miután a Szinvaparkban megszűnt a Hollywood Multiplex).
A Miskolc Plazát a holland tulajdonú Plaza Centers építtette, ez volt Magyarországon a 9. plázájuk (jelenleg 17 van). 2000. június 13-án nyílt meg. Teljes területe 35 351 m², ebből 14 964 m² az üzletek által bérelhető terület. Az épületben 103 üzlet van, a mozi (Cinema City) 8 termes, összesen 1406 ülőhellyel.
A Miskolc Plaza három épületből áll, az A épület kétszintes, nagy belső csarnokot vesznek körül az üzletek; ebben az épületben volt egy Match üzlet, ami bezárt, s helyette CCC üzlet nyílt, majd 2024-től ismét élelmiszerbolt üzemel benne, immáron egy ALDI üzlet. A B épületben van a multiplex mozi és néhány kisebb üzlet, földszintjén parkoló és öt kisebb, az utcára nyíló üzlet található. A C épület parkolóház, melynek parkolóiban összesen 500 autó fér el.
A megnyitása utáni első évben 8 millió látogatója volt a bevásárlóközpontnak.

## Üzletek
A bevásárlóközpontban jelen van többek közt:
- Cinema City
- Douglas
- Gas
- H&M
- KFC
- Libri
- McDonald's
- Office Shoes
- Pandora
- Pizza Hut
- Players Room
- Reserved
- Rossmann
- Tally Weijl
- VisionExpress

## Elhelyezkedése, építése
A Búza tér és a Szentpáli utca közötti terület Miskolc belvárosának a legnagyobb hasznosításra váró része lett az 1990-es évek elejére. Elsőként a Madarász Viktor utca és a Horváth Lajos közötti részen egy autós gyorséttermet emeltek. 1993 májusában nyitott meg Miskolc első McDonald’s étterme. Az épület környéke üresen állt, a szomszédságában mindössze egy régi, üresen álló épület volt. A benzinkút ekkor még nem volt meg. A Miskolc Plaza fő épületrésze a Szeles utca-Szentpáli utca-Madarász Viktor utca által határolt területen fekszik. Ezen a területen korábban régi századfordulós lakóházak álltak, amelyek bontására folyamatosan került sor. Az 1980-as évekre a terület nagy része már üresen állt. Az 1990-es évekre már csak 1-2 épület maradt meg, amelyek lakhatásra már nem voltak alkalmasak. 1996-ban McDonald’s étteremmel szemben utolsóként került lebontásra az üresen álló emeletes régi épület. Ezzel a terülten egy nagy üres tér alakul ki, amelynek hasznosítására, eladására a város elkötelezett volt. Ekkor merült fel a bevásárlóközpont terve, illetve szupermarket, mélygarázs, uszoda, jégpálya építése egy izraeli befektető által.  1996. év elején Miskolc Megyei Jogú Város Önkormányzata nyilvános pályázat keretében megvásárlásra kínálta fel a Madarász Viktor utca- Szentpáli utca-Horváth Lajos utca- McDonald’s étterem által határolt 2103 négyzetméteres telekingatlant. Kikötés volt, hogy a telken kizárólag parkolóház helyezhető el, a meghirdetett minimálár 31 500 000 Ft volt.  A bevásárlóközpont egyes épületeinek tervezése során alkalmazkodni kellett a terület által kínált lehetőségekhez, az utcák által behatárolt területre, illetve magára a már ekkor ott álló McDonald’s étteremre is. 
1999. márciusában Kobold Tamás Miskolc polgármestere a Plaza Centers Europe képviselőivel aláírta a szerződést, így a Miskolc Plaza építése elkezdődhetett. A hírekben a beruházás összegére vonatkozóan 36 millió márka szerepelt.  Az építkezés gyorsan folyt, a nyitást már 2000. májusára tervezték, azonban a hosszú tél hátráltatta a munkálatokat, ezért júniusban csúszással került megnyitásra. 

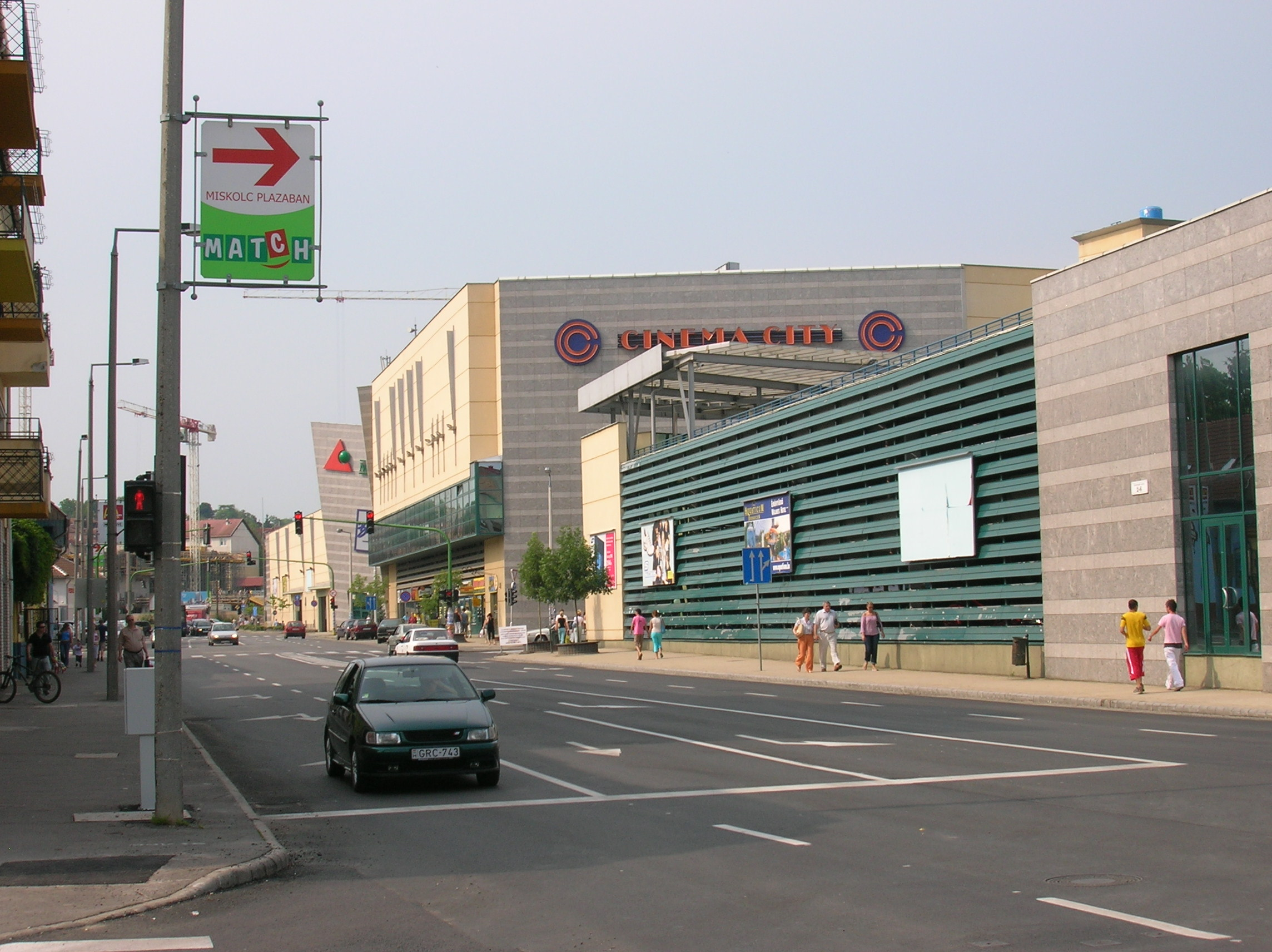
Az épület
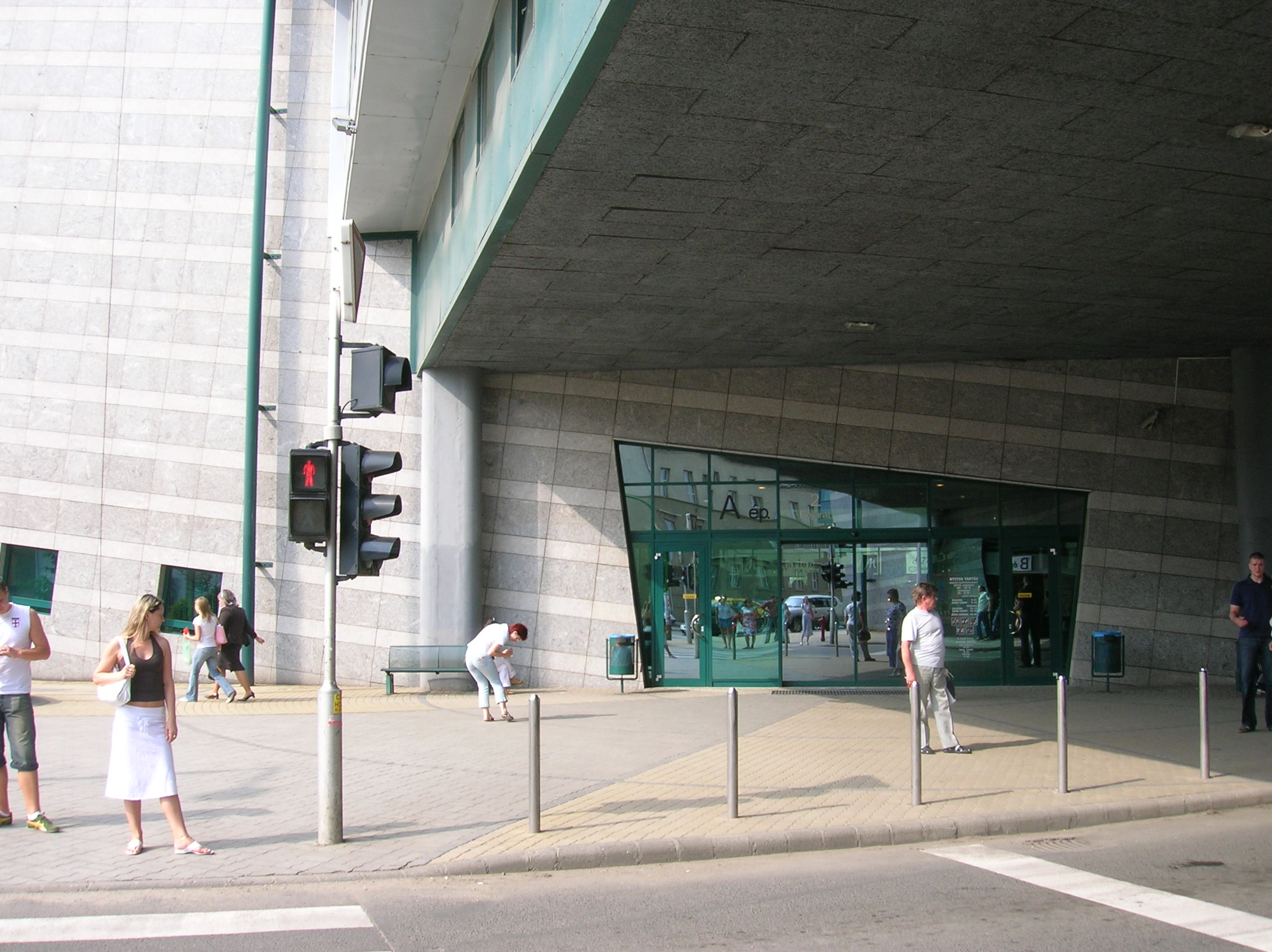
Az egyik bejárat
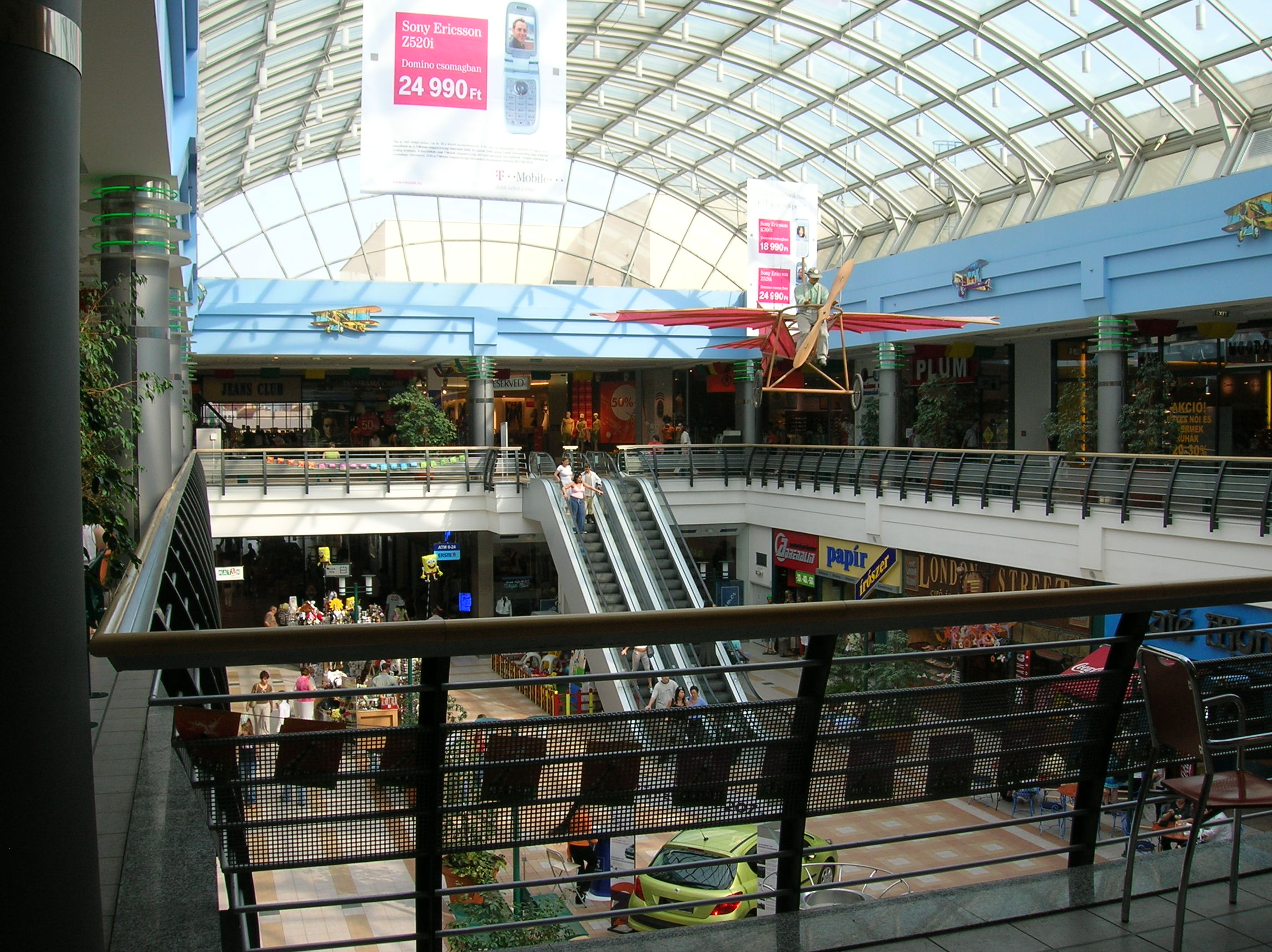
Belülről
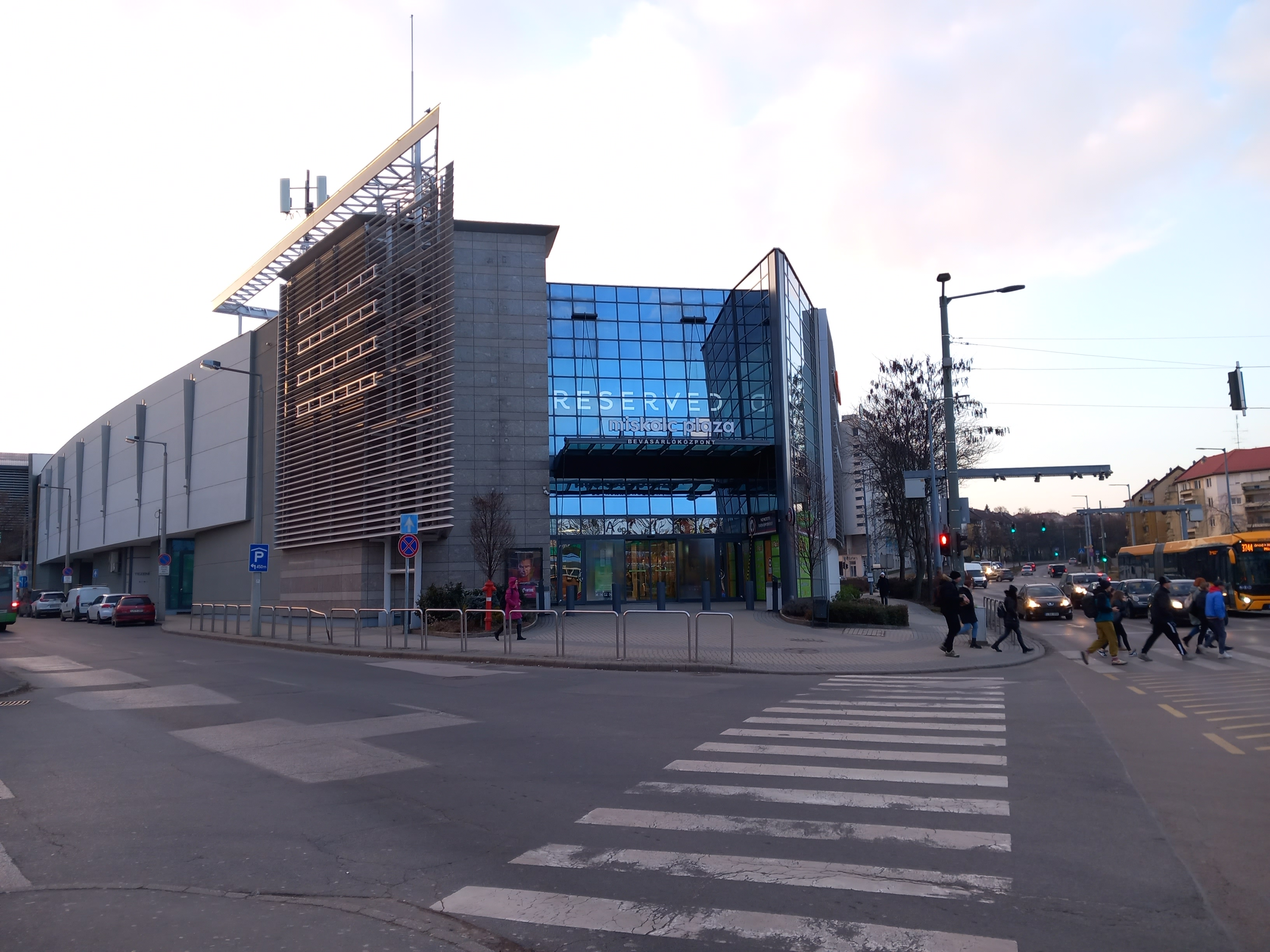
Miskolc Plaza bejárat 1
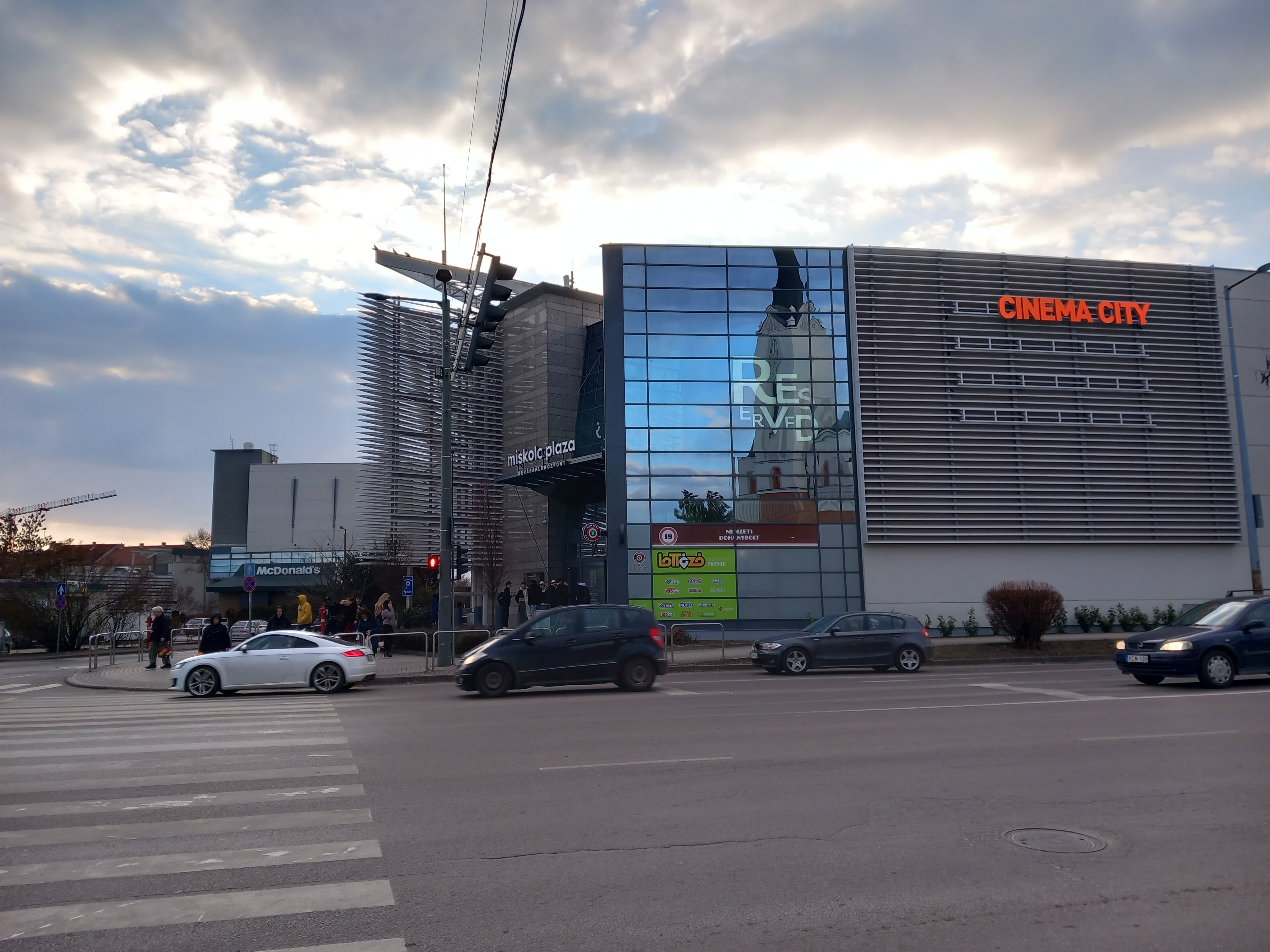
Bejárat 1 oldalról
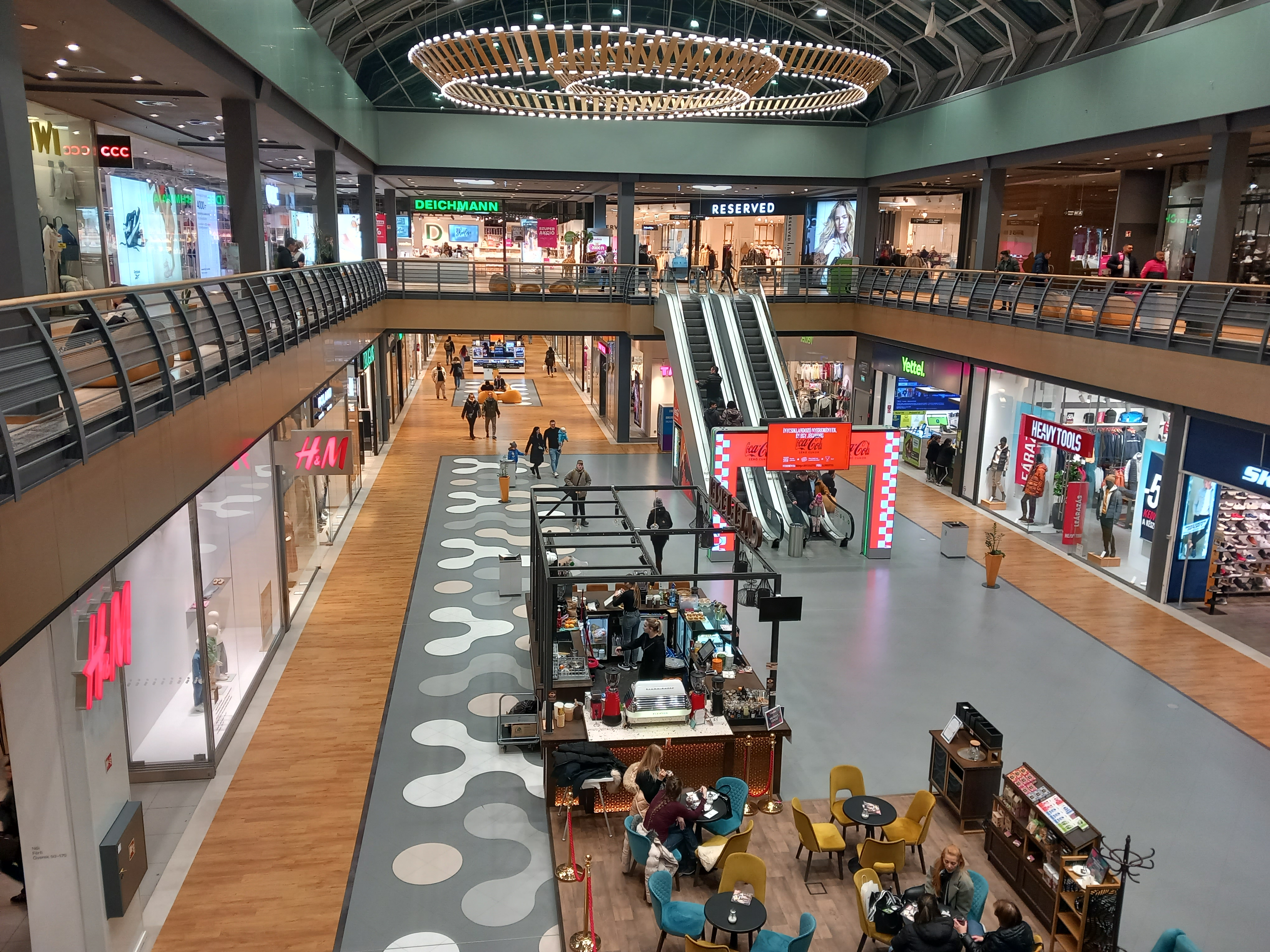
Miskolc Plaza belülről 1 (2025)
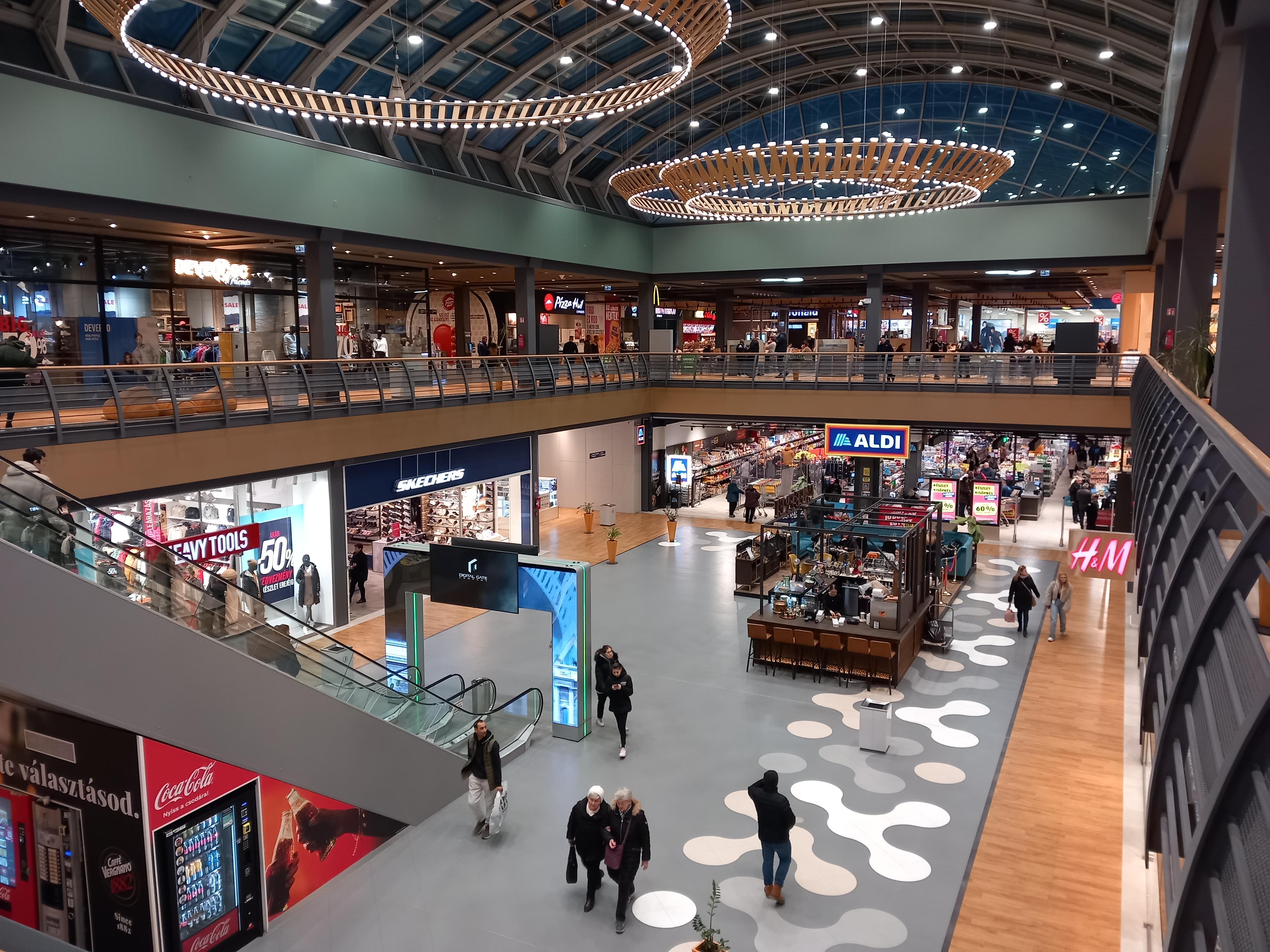
Miskolc Plaza belülről 2 (2025)
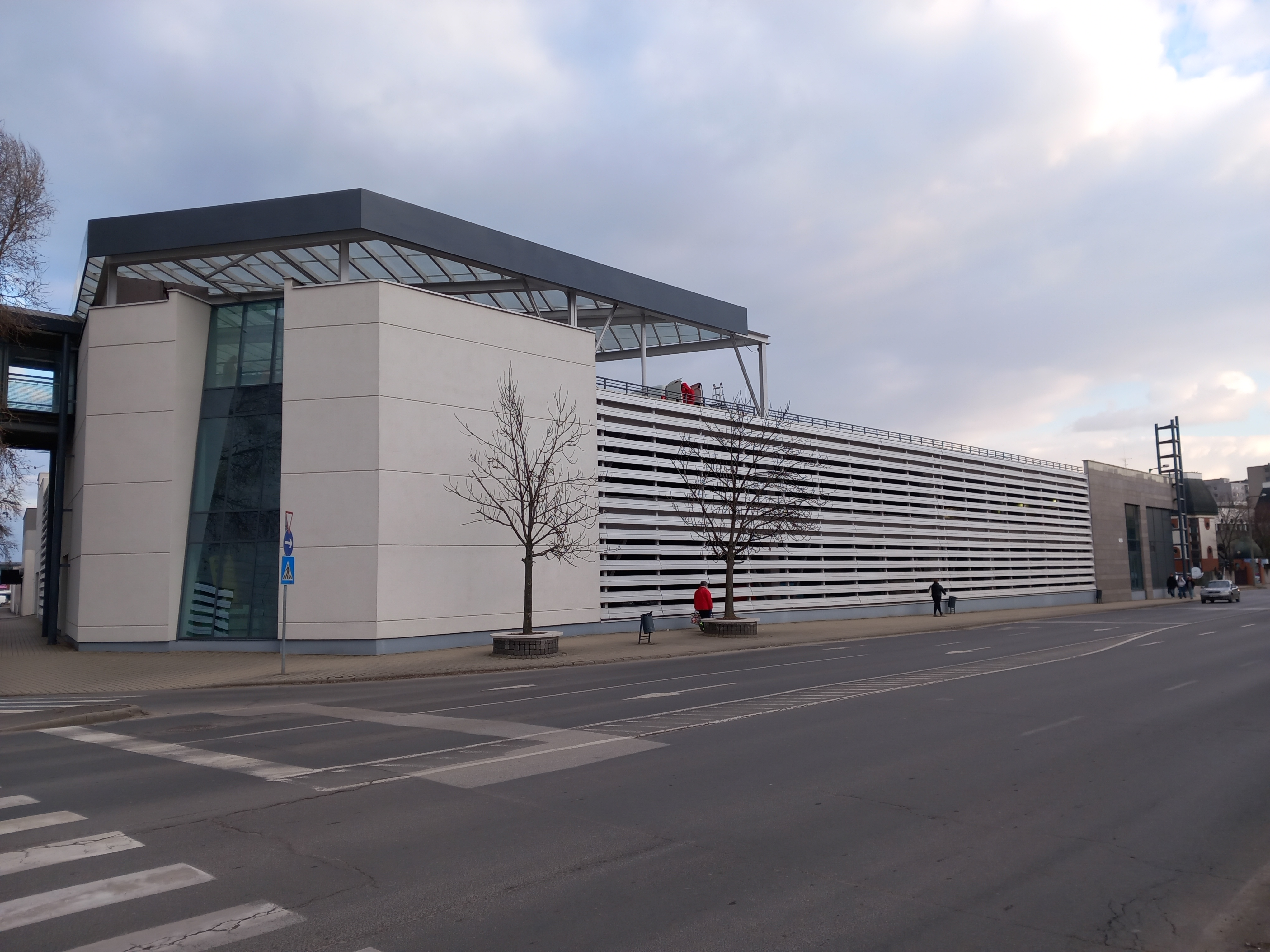
Miskolc Plaza parkolóház
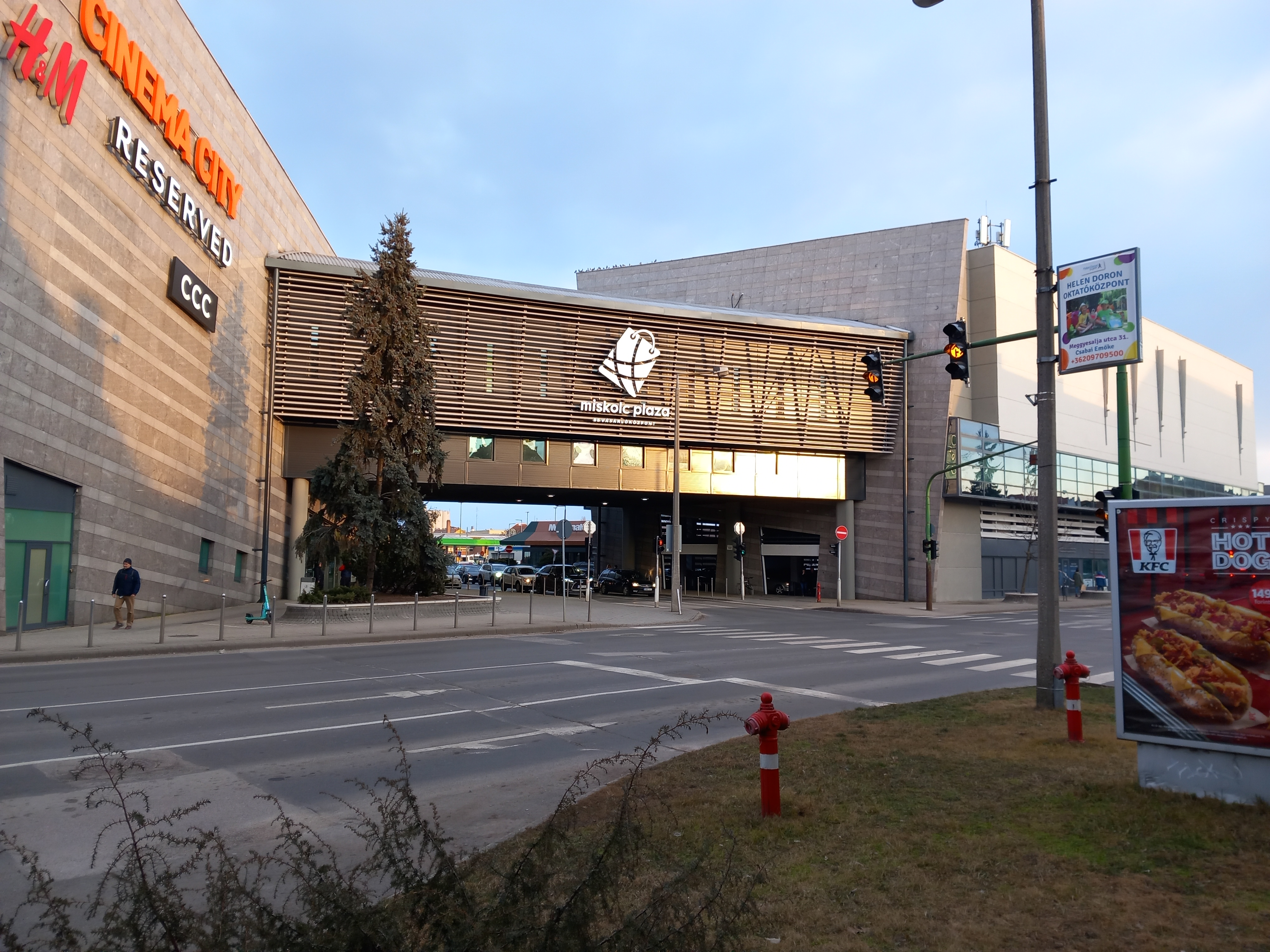
Miskolc Plaza bejárat 2
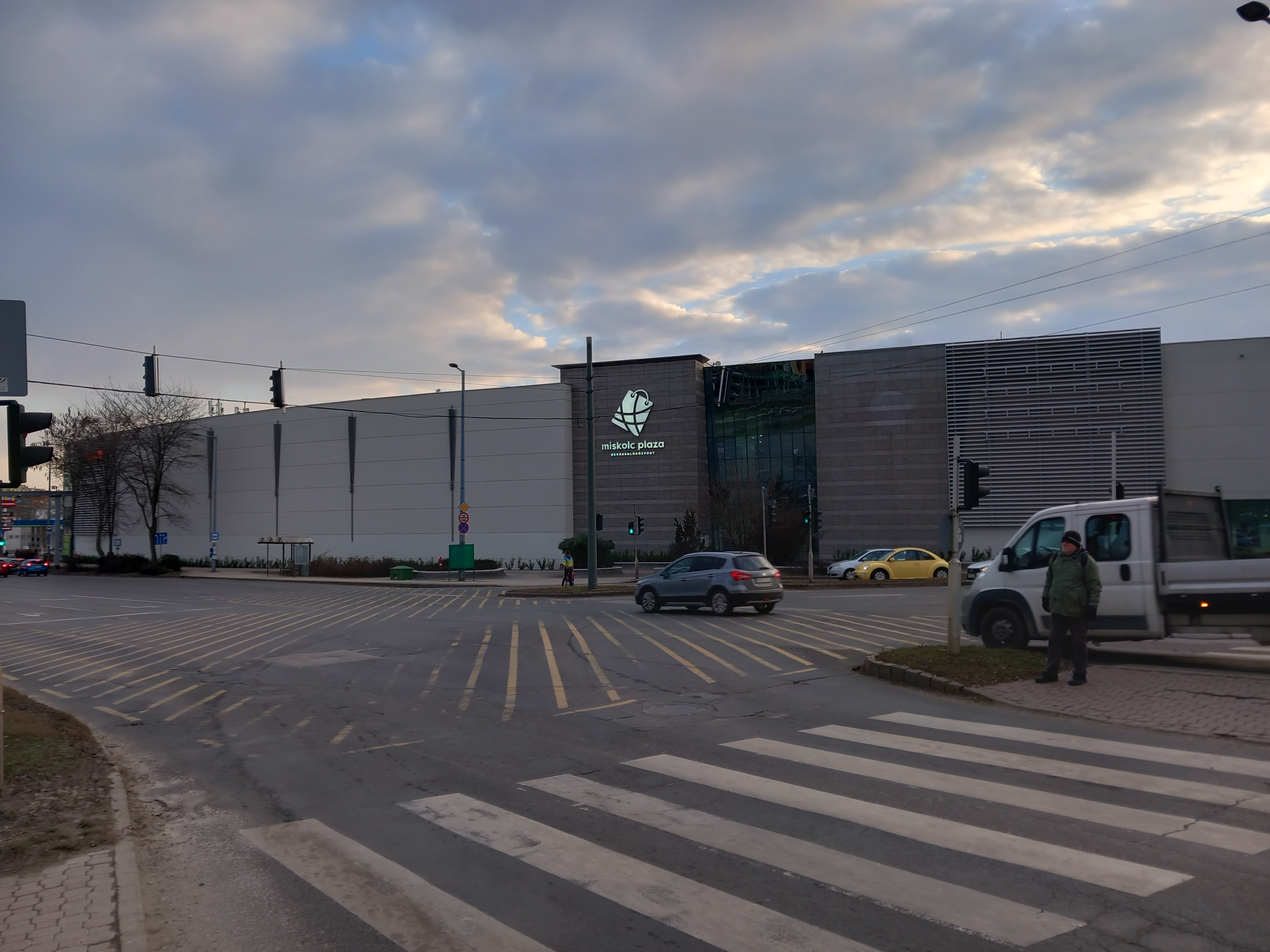
Miskolc Plaza oldalról
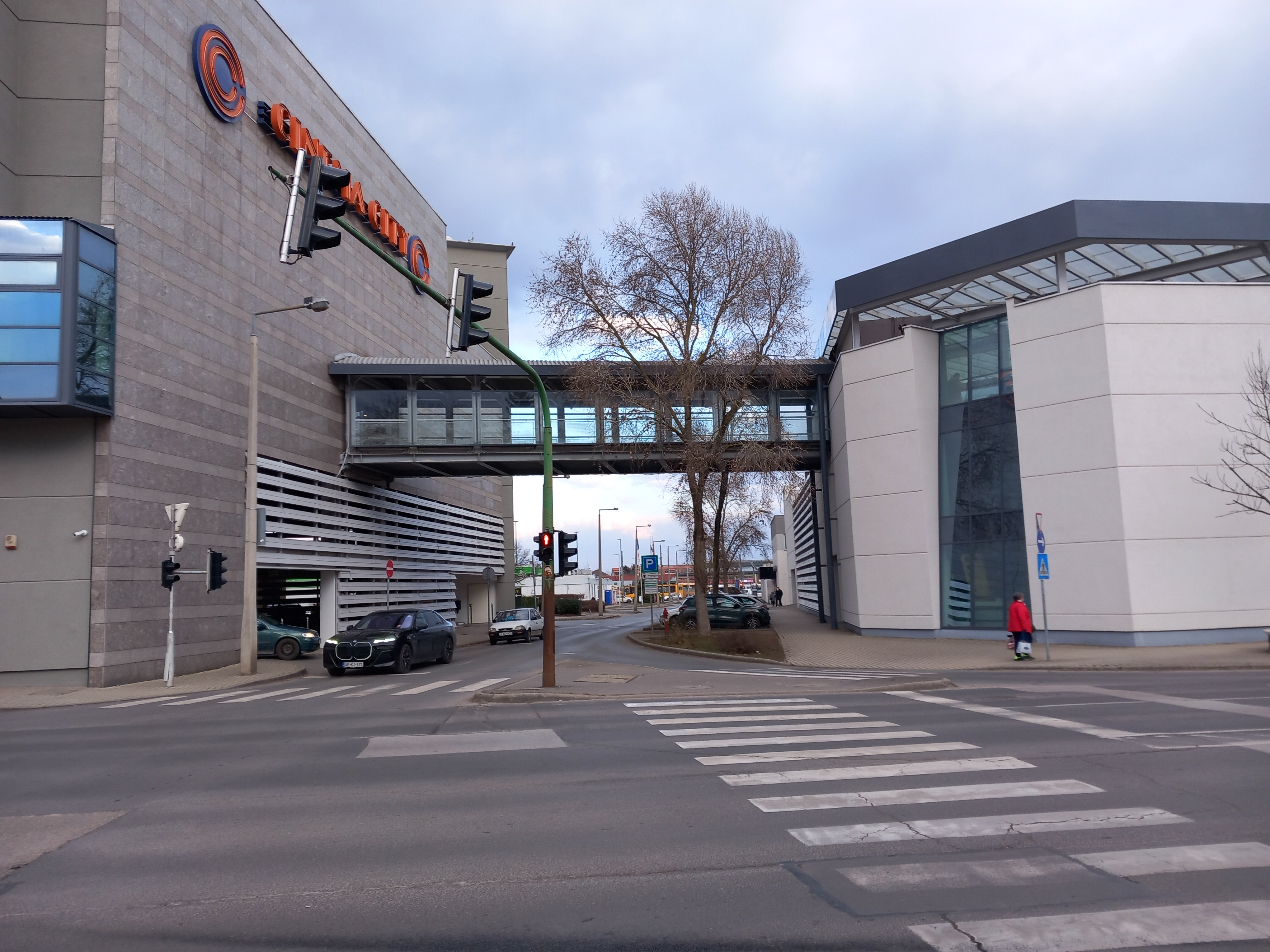
Miskolc Plaza összekötó a parkolóházhoz
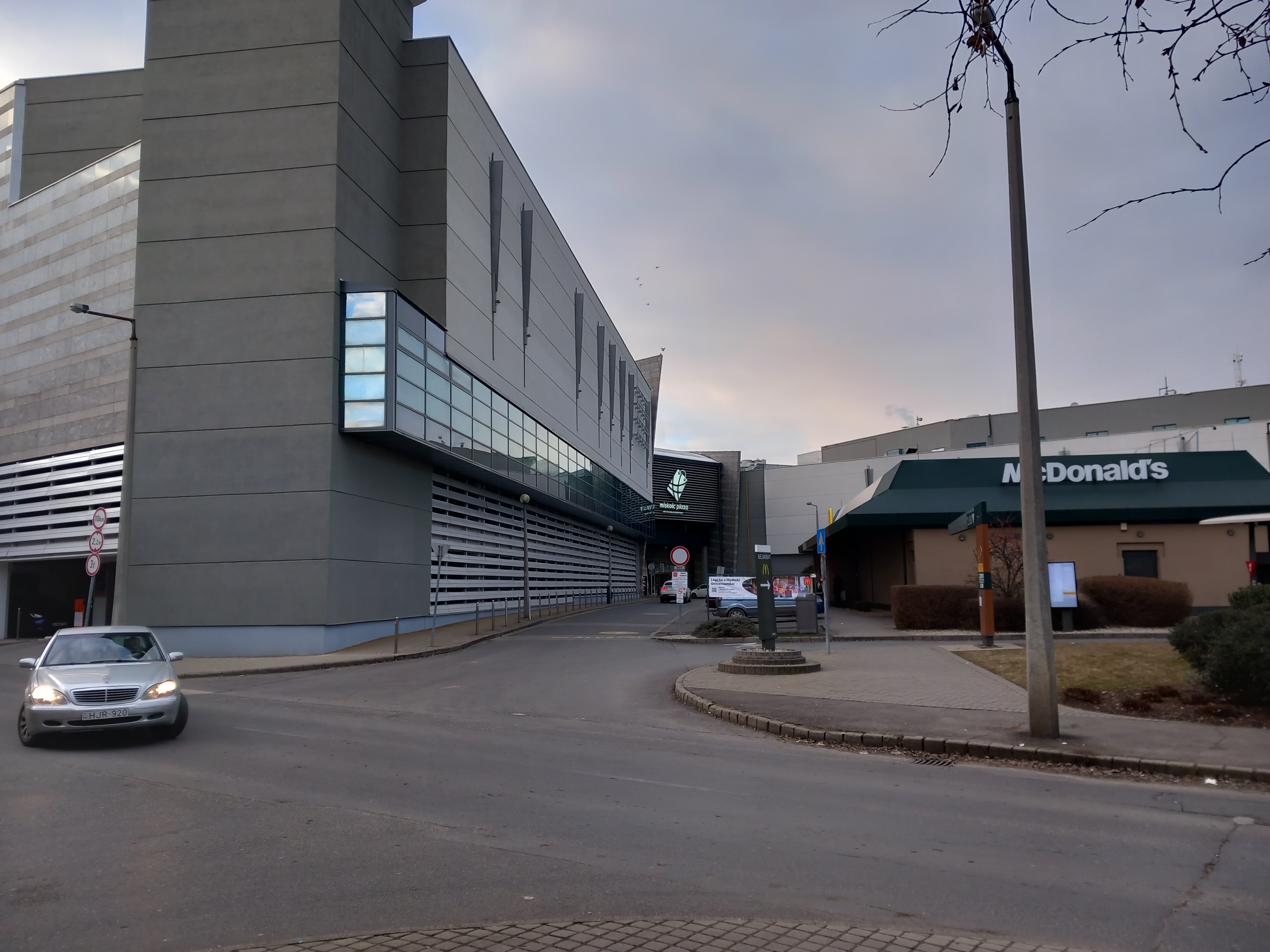
Miskolc Plaza kívülről a McDonald's étterem mellett
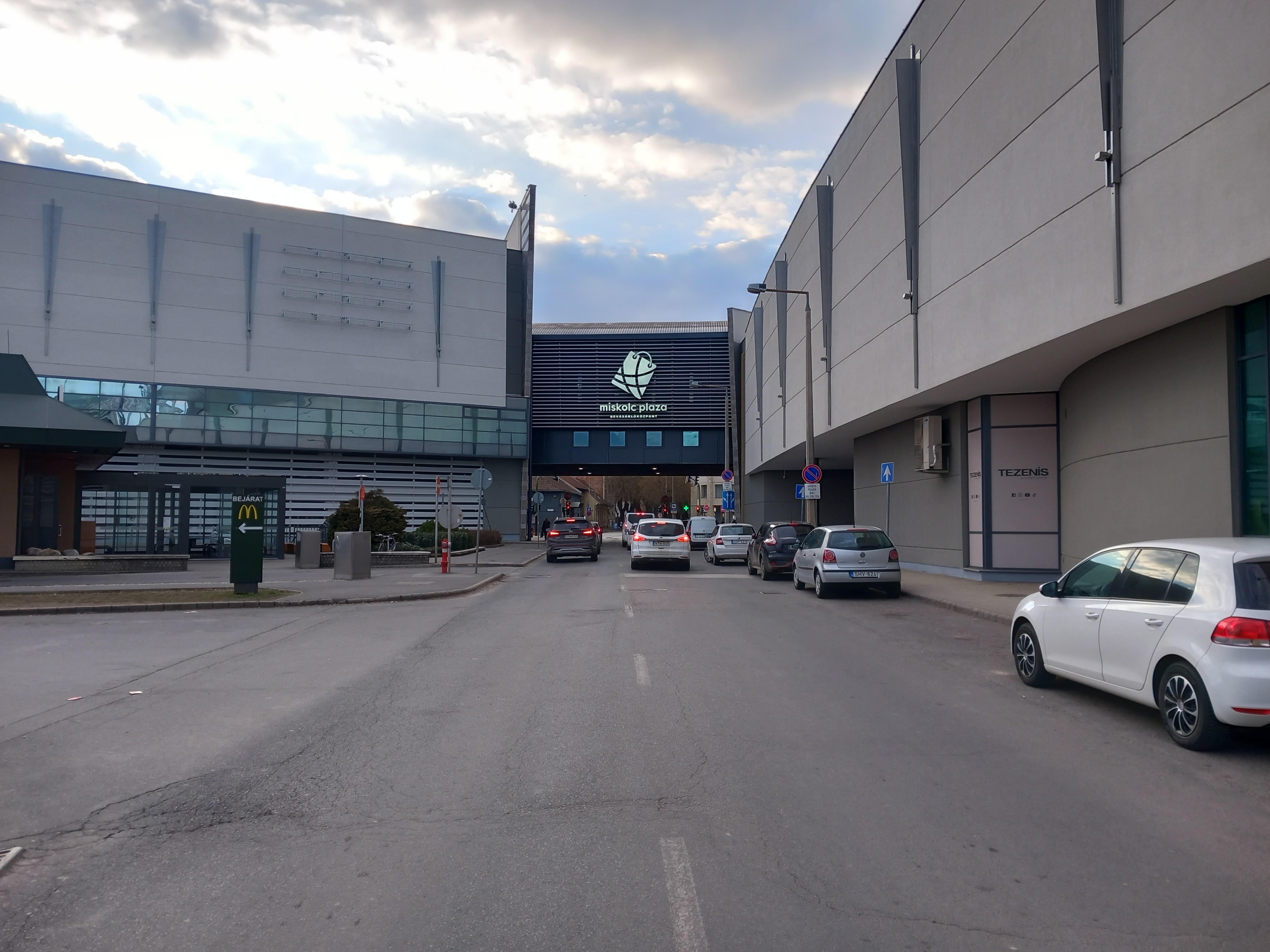
Miskolc Plaza kívülről